# مينيسوتا نورث ستارز
مينيسوتا نورث ستارز (بالإنجليزية: Minnesota North Stars)‏ هو نادي هوكي الجليد أمريكي تأسس في 1966، ويلعب في دوري الهوكي الوطني.